# 团鸡山
29°57′41″N 122°04′48″E / 29.961478479638444°N 122.07999229431152°E
团鸡山是浙江省舟山市定海城区以南的一个小岛，位于盘峙岛与摘箬山之间，2008年围垦后面积为0.274平方公里。该岛原为团鸡山（面积0.1953平方公里）和楝槌山（面积0.0287平方公里）两座无人小岛，2008年修筑南北两座海堤并围垦74.5亩后连为一体。

## 团鸡山垃圾填埋场
团鸡山本为无人岛，1989年正式成为定海和沈家门两个城区的生活垃圾填埋场。由于城市发展，垃圾源源不断，因此舟山市政府在2008年将填埋场进行扩建，以解决填埋能力饱和的问题。扩建工程使团鸡山北面的“楝槌山”与团鸡山合体，成为新的填埋地。扩建后预计使用期间是10年。